# Jack McConnell

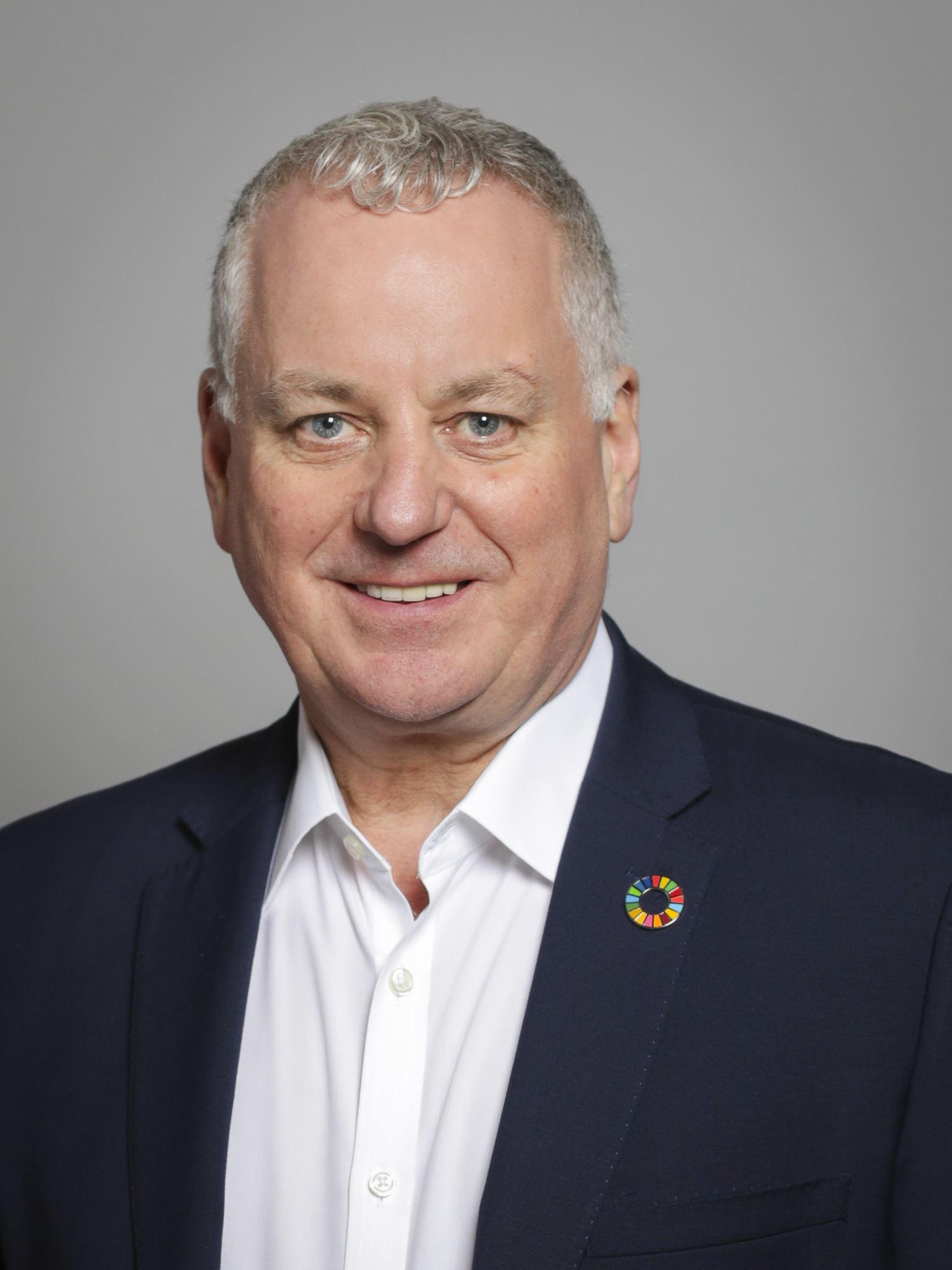
Jack McConnell

Jack Wilson McConnell, baron McConnell of Glenscorrodale, (Irvine, 30 juni 1960) was van 22 november 2001 tot 16 mei 2007 minister-president (First Minister) van de regionale regering van Schotland en partijleider van de Scottish Labour Party. Hij was van 1999 tot 2011 lid van het Schots Parlement en is sinds 2010 lid van het Hogerhuis.